# 東明戰鬥
東明戰鬥發生於1930年5月18日－20日，地點則是在中國魯西一帶，是國民革命軍內部所發生的內戰戰鬥之一，也是中原大戰主要戰役。東明戰鬥的交戰雙方，一方為蔣中正轄下的國軍中央軍，另一方為石友三部隊。